# Cinq Secondes à vivre
Pour plus de détails, voir Fiche technique et Distribution.
Cinq Secondes à vivre (Count Five and Die) est un film britannique de Victor Vicas sorti en 1957.

## Synopsis
En 1944, un groupe d'agents secrets anglo-américains se font passer pour des cinéastes qui repèrent les lieux, en vue du débarquement en Hollande. Ils se laissent infiltrer par une espionne allemande, qui se prétend hollandaise, pour qu’elle puisse transmettre ces faux renseignements en Allemagne. Mais l’agent américain ignore que ce stratagème n’est destiné qu’à tromper l’ennemi. Devenu l’amant de l’espionne, c’est en toute bonne foi qu’il réussit à bloquer la transmission du renseignement. Enfin, après moult péripéties et quelques morts, le faux renseignement est transmis. Le débarquement des alliés peut enfin avoir lieu en Normandie tandis que dix divisions allemandes sont immobilisées en Hollande où ils attendent un débarquement de pied ferme.

## Fiche technique
- Réalisation : Victor Vicas
- Scénario : Jack Seddon et David Pursall
- Chef opérateur : Arthur Grant
- Musique : John Wooldridge
- Montage : Russell Lloyd
- Producteur : Ernest Gartside pour Zonic Productions
- Distributeur : Zonic Productions
- Pays d'origine :  Royaume-Uni
- Année de réalisation : 1957
- Genre : Espionnage
- Durée : 91 minutes
- Sortie à Londres : 23 décembre 1957
- Sortie à Paris : 11 février 1959

## Distribution
- Jeffrey Hunter : capitaine William Ranson
- Nigel Patrick : major Julian Howard
- Annemarie Düringer : Rolande Hertog
- David Kossoff : Dr Mulder
- Claude Kingston : Willem Mulder
- Philip Bond : Piet van Wijt
- Rolf Lefebvre : Hans Faber
- Larry Burns : Martins

## Critiques
"Rien d'original ni dans l'intrigue ni dans la mise en scène. Mais tout ce qu'il faut pour capter l'attention, pour entretenir le suspense, pour créer une ambiance dramatique."